# HD 176593
HD 176593，又名BD-15 5185，SAO 162097、HR 7186，是一颗恒星，视星等为6.32，位于銀經20.35，銀緯-9.1，其B1900.0坐标为赤經18h 55m 50.6s，赤緯-15° -9.1′ 25″。